# Rebecca Tunney
Pour les articles homonymes, voir Tunney.
Rebecca Tunney est une gymnaste artistique britannique, née le 26 octobre 1996 à Ashton-under-Lyne.

## Palmarès

### Jeux olympiques
- Londres 2012
  - 6e au concours général par équipes
  - 13e au concours général individuel

### Championnats du monde
- Anvers 2013
  - 19e au concours général individuel

### Championnats d'Europe
- Sofia 2014
  -  médaille d'argent au concours par équipes
  - 4e aux barres asymétriques